# Mahnertius stipodentatus
Espèce
Mahnertius stipodentatus est une espèce de pseudoscorpions de la famille des Ideoroncidae.

## Distribution
Cette espèce est endémique du département de Magdalena en Colombie. Elle se rencontre vers San Pedro–San Javier.

## Description
Le mâle holotype mesure 2,6 mm et la femelle paratype 3,1 mm.

## Publication originale
- Harvey & Muchmore, 2013 : The systematics of the pseudoscorpion family Ideoroncidae (Pseudoscorpiones: Neobisioidea) in the New World. Journal of Arachnology, vol. 41, no 3, p. 229-290 (texte intégral).